# Ande
Ande su nabrano gorje koje se u dužini od 7200 km protežu uz zapadnu obalu Južne Amerike. Građeno je pretežno od paleozojskih i mezozojskih naslaga, izdignutih alpskim nabiranjem i znatno prekrivenih vulkanskim izljevima. Najviše aktivnih i ugaslih vulkana ima između Kolumbije i Ekvadora, a najpoznatiji je Chimborazo (6.310 m). Najviši vrhunac Anda i Južne Amerike je Aconcagua (6.960 m) u Argentini.
Istočni ogranci ističu se rudnim bogatstvom u paleozojskim stijenama, dok su hladnije južne Ande u Čileu i Argentini uglavnom pod snijegom i ledom. U toplijim sjevernim i srednjim Andama s tropskom klimom na podnožju, također su planinske zavale i ravnjaci dobro obrađeni, pa su tu i naselja na najvišim apsolutnim visinama na Zemlji (Cerro de Pasco na 4.950m).
Ime Ande došlo je po plemenima Anti Indijanaca, nastanjenim u vrijeme Inka u provinciji Antisuyu, koja je također nosila ime po njima. 

## Klima
Klima na Andama puno varira, ovisno o visini, geografskoj širini i udaljenosti od mora. Sjeverni dio Anda leži na istoj geografskoj širini kao Zapadna Afrika, dok se južni dijelovi skoro pružaju do Antartika. Na sjeveru je klima zato uglavnom topla i vlažna, dok je na jugu hladno i vjetrovito. Zapadni dio Anda u Čileu, prema obali Tihog oceana je vrlo suh. Također na jugoistoku, u južnim dijelovima Argentine je poprilično suho. Na višim visinama je hladnije nego na nižim.
Na južnima Andama postoje ledenjaci.

## Geologija
Geološki gledano, Ande su vrlo mlade i seizmološki nemirno gorje, koje je nastalo sudarom kontinentalne Nasca ploče s južnoameričkom kontinentalnom pločom. Vrste planina variraju od oblasti do oblasti ali vrste magmatskih stijena su slične. Na Andama postoje nalazišta bakra i olova kao i željezne rudače, srebra, zlata, različitih legirajućih metala i salitre.

## Planinski vrhovi
Ovo je lista najviših planinskih vrhova Anda, mjerenih u odnosu na morsku površinu.

### Argentina
- Aconcagua 6 962 m
- Cerro Bonete, 6 759 m
- Galán, 5 912 m
- Mercedario, 6 720 m
- Pissis, 6 795 m

- Aconcagua
- Cerro Bonete

### Bolivija
- Ancohuma, 6 427 m
- Cabaray, 5 860 m
- Chacaltaya, 5 421 m
- Huayna Potosí, 6 088 m
- Illampu, 6 550 m
- Illimani, 6 462 m
- Macizo de Larancagua, 5 520 m
- Macizo de Pacuni, 5 400 m
- Nevado Anallajsi, 5 750 m
- Nevado Sajama, 6 542 m
- Patilla Pata, 5 300 m
- Tata Sabaya, 5 430 m

- Sajama
- Huayna Potosí

### Čile
- Ojos del Salado, 6 893 m
- Monte San Valentin, 4 058 m
- Cordillera del Paine, oko 2 750 m
- Cerro Macá, cirka 2 300 m
- Monte Darwin, cirka 2 500 m
- Volcan Hudson, cirka 1 900 m
- Cerro Castillo Dynevor, oko 1 100 m
- Polleras, 5 993 m

- Santiago s Andama u pozadini
- Cuernos del Paine

### Kolumbija
- Galeras, 4 276 m
- Nevado del Huila, 5 365 m
- Nevado del Ruiz, 5 389 m
- Nevado del Quindío, 5 215 m
- Pico Cristóbal Colón, 5 775 m
- Ritacuba Blanco, 5 410 m

- Nevado del Ruiz
- Galeras

### Ekvador
- Chimborazo, 6 267 m
- Corazón, 4 790 m
- Cotopaxi, 5 897 m
- Antisana, 5 753 m
- Cayambe, 5 790 m
- El Altar, 5 320 m
- Illiniza, 5 248 m
- Pichincha, 4 784 m
- Reventador, 3 562 m
- Sangay, 5 230 m
- Titicacha, 5 035 m
- Tungurahua, 5 023 m

- Chimborazo
- Cotopaxi

### Peru
- Yerupajá, 6 635 m
- Alpamayo, 5 947 m
- Artesonraju, 6 025 m
- Carnicero, 5 960 m
- El Misti, 5 822 m
- El Toro, 5 830 m
- Huascarán, 6 768 m
- Jirishanca, 6 094 m
- Nevado de Huaytapallana, 5 557 m
- Pumasillo, 5 991 m
- Rasac, 6 040 m
- Rondoy, 5 870 m
- Sarapo, 6 127 m
- Seria Norte, 5 860 m
- Siula Grande, 6 344 m
- Yerupaja Chico, 6 089 m

- Alpamayo
- El Misti

### Venecuela
- Pico Bolívar, 4 981 m
- Pico Humboldt, 4 940 m
- Pico Bonpland, 4 880 m
- Pico La Concha, 4 870 m
- Pico Piedras Blancas, 4 740 m

- Pico Bolívar
- Pico Humboldt

### Granica Argentina/Čile
- Tupungato, 6 570 m
- Cerro Bayo, 5 401 m
- Cerro Escorial, 5 447 m
- Cordón del Azufre, 5 463 m
- Falso Azufre, 5 890 m
- Fitz Roy, 3 375 m
- Incahuasi, 6 620 m
- Lastarria, 5 697 m
- Llullaillaco, 6 739 m
- Maipo, 5 264 m
- Marmolejo, 6 110 m
- Ojos del Salado, 6 893 m
- Olca, 5 407 m
- Sierra Nevada de Lagunas Bravas, 6 127 m
- Socompa, 6 051 m
- Nevado Tres Cruces, 6 749 m
- Tronador, 3 491 m
- Nacimiento, 6 492 m

- Llullaillaco
- Tronador

### Granica Bolivija/Čile
- Parinacota, 6 348 m
- Cerro Minchincha, 5 305 m
- Irruputuncu, 5 163 m
- Licancabur, 5 920 m
- Olca, 5 407 m
- Paruma, 5 420 m
- Pomerape, 6 282 m

- Licancabur
- Parinacota